# چاریشسکی
چاریشسکی (به لاتین: Charyshsky) یک منطقهٔ مسکونی در روسیه است که در سرزمین آلتای واقع شده‌است.